# Пам'ятки історії Кобеляцького району
У Кобеляцькому районі Полтавської області нараховується 34 пам'ятки історії.
| #   | назва                                                                                                   | адреса                                          | роки події            | роки встановлення                   | автор                                | матеріали                              | розміри                         | рішення                                                 |
| --- | --- | ----------------------------------------------- | --------------------- | ----------------------------------- | ------------------------------------ | -------------------------------------- | ------------------------------- | ------------------------------------------------------- |
| 1.  | Братська могила радянських воїнів                                                                       | смт Карлівка, вул. Леніна, центр                | 1941, 1943            | 1957                                | ск. О. Савельєв                      | залізобетон, цегла обличкована плиткою | вис. ск. — 2,5 м, пост. — 4,0 м | Рішення Карлівського райвиконкому № 6 від 29.04.1955 р. |
| 2.  | Братська могила радянських воїнів                                                                       | смт Карлівка, вул. Радевича                     | 1943                  | 1955                                | ск. О. Супрун, А. Білостоцький       | залізобетон, цегла оштук.              | вис. ск. — 2,5 м, пост. — 4,5 м | –                                                       |
| 3.  | Братська могила радянських воїнів                                                                       | смт Карлівка, вул. Лютнева                      | 1941, 1943            | 1957                                | ск. О. Савельєв                      | залізобетон, цегла обличкована плиткою | вис. ск. — 2,5 м, пост. — 4,0 м | Рішення Карлівського райвиконкому № 6 від 29.04.1955 р. |
| 4.  | Пам'ятний знак полеглим воїнам-землякам                                                                 | смт Карлівка, вул. Радевича                     | 1941—1945             | 1967                                | Місцеві майстри                      | обеліск — цегла оштук.                 | вис. 4,0 м                      | Рішення Карлівського райвиконкому № 4 від 16.04.1967 р. |
| 5.  | Пам'ятник загиблим під час ВВВ воїнам — працівникам спирткомбінату                                      | смт Карлівка, територія спирткомбінату          | 1941—1945             | 1974                                | Київська скульптурна фабрика         | обеліск — залізобетон                  | вис. 6,0 м                      | Рішення облвиконкому № 118 від 13.11.1972 р.            |
| 6.  | Пам'ятник загиблим під час ВВВ воїнам — працівникам цукрового комбінату                                 | смт Карлівка, територія цукрового комбінату     | 1941—1945             | 1970                                | ск. Я. Коган                         | залізобетон, цегла оштук.              | вис. ск. — 2,8 м, пост. — 5,2 м | –                                                       |
| 7.  | Будинок школи, у якій вчився Герой Радянського Союзу Г. М. Громницький, що загинув у 1956 р. в Угорщині | смт Карлівка, вул. Леніна, 64                   |                       | 1967, встановлено меморіальну дошку | Полтавські художні майстерні         | двоповерховий цегляний                 | площа — 480 м²                  | –                                                       |
| 8.  | Меморіальна дошка на честь військових частин, які визволяли селище від німецьк-фашистських загарбників  | смт Карлівка, вул. Леніна, 50                   | 1943                  | 1967                                | Полтавські художні майстерні         | мармур                                 | 0,9 х0,65 м                     | –                                                       |
| 9.  | Братська могила радянських воїнів                                                                       | с-ще Голобородьківське, парк                    | 1943                  | 1965                                | ск. О. Щербина                       | залізобетон, цегла оштук.              | вис. ск. — 2,8 м, пост. — 4,5 м | Рішення Карлівського райвиконкому № 6 від 29.04.1955 р. |
| 10. | Пам'ятний знак полеглим воїнам-землякам                                                                 | с-ще Голобородьківське, парк                    | 1941—1945             | 1969                                | Місцеві майстри                      | обеліск — цегла оштук.                 | вис. 4,0 м                      | Рішення Карлівського райвиконкому № 4 від 05.03.1968 р. |
| 11. | Братська могила радянських воїнів                                                                       | с. Білухівка, кладовище                         | 1943                  | 1958                                | Місцеві майстри                      | обеліск — цегла оштук.                 | вис. 1,8 м                      | –                                                       |
| 12. | Братська могила радянських воїнів                                                                       | с. Білухівка, центр                             | 1943                  | 1956                                | ск. О. Щербина                       | залізобетон, цегла оштук.              | вис. ск. — 2,5 м, пост. — 4,0 м | Рішення Карлівського райвиконкому № 6 від 29.04.1955 р. |
| 13. | Меморіальна дошка на честь Героя Радянського Союзу полковника М. П. Кучеренка                           | с. Білухівка, центр, школа                      | 1907—1945             | 1976                                | Полтавські художні майстерні         | граніт                                 | 1,0 х 0,6 м                     | Рішення облвиконкому № 20 від 14.03.1975 р.             |
| 14. | Братська могила активістів, партизан, радянських воїнів                                                 | с. Варварівка, центр                            | 1941—1943             | 1958                                | ск. О. Щербина                       | залізобетон, цегла оштук.              | вис. ск — 2,5 м, пост. — 4,0 м  | Рішення Карлівського райвиконкому № 6 від 29.04.1955 р. |
| 15. | Братська могила радянських воїнів, пам'ятний знак воїнам-землякам                                       | с-ще Верхня Ланна, центр, меморіальний комплекс | 1941, 1941—1945       | 1975                                | ск. Н. Коган                         | залізобетон, цегла оштук.              | вис. ск — 2,5 м, пост. — 4,0 м  | Рішення облвиконкому № 20 від 14.03.1975 р.             |
| 16. | Братська могила радянських воїнів                                                                       | с. Червонознам'янка, кладовище                  | 1943                  | 1975                                | Дніпропетровська скульптурна фабрика | плита — чавун                          | 1,0 х 1,5 м                     | –                                                       |
| 17. | Пам'ятний знак полеглим воїнам-землякам                                                                 | с. Климівка, кладовище                          | 1941—1945             | 1966                                | Місцеві майстри                      | обеліск — цегла оштук.                 | вис. 4,0 м                      | Рішення Карлівського райвиконкому № 4 від 08.02.1965 р. |
| 18. | Пам'ятний знак полеглим воїнам-землякам                                                                 | с. Климівка, центр                              | 1941—1945             | 1976                                | ск. П. Лось                          | бетон                                  | вис. ск. — 2,9 м, пост. — 1,9 м | Рішення облвиконкому № 20 від 14.03.1975 р.             |
| 19. | Братська могила радянських воїнів                                                                       | с-ще Ланна, центр                               | 1943                  | 1967                                | Місцеві майстри                      | обеліск — цегла оштук.                 | вис. 5,0 м                      | Рішення Карлівського райвиконкому № 5 від 14.03.1967 р. |
| 20. | Пам'ятник полеглим воїнам-землякам                                                                      | с-ще Ланна, центр                               | 1941—1945             | 1958                                | Харківська скульптурна фабрика       | залізобетон, цегла оштук.              | вис. ск. — 3,5 м, пост. — 1,8 м | Рішення Карлівського райвиконкому № 4 від 10.03.1957 р. |
| 21. | Братська могила радянських воїнів                                                                       | с. Коржиха, центр                               | 1943                  | 1958                                | Місцеві майстри                      | обеліск — цегла оштук.                 | вис. 3,5 м                      | Рішення Карлівського райвиконкому № 6 від 29.04.1955 р. |
| 22. | Пам'ятний знак полеглим воїнам-землякам                                                                 | с-ще Нижня Ланна, парк                          | 1941—1945             | 1965                                | Місцеві майстри                      | обеліск — цегла оштук.                 | вис. 3,5 м                      | Рішення Карлівського райвиконкому № 6 від 08.02.1965 р. |
| 23. | Братська могила радянських льотчиків                                                                    | с-ще Нижня Ланна, кладовище                     | 1943                  | 1958                                | Місцеві майстри                      | обеліск — цегла оштук.                 | вис. 2,0 м                      | –                                                       |
| 24. | Братська могила радянських воїнів                                                                       | с. Лип'янка, центр                              | 1941, 1943            | 1956                                | ск. О. Щербина                       | залізобетон, цегла оштук.              | вис. ск. — 2,5 м, пост. — 4,8 м | Рішення Карлівського райвиконкому № 6 від 29.04.1955 р. |
| 25. | Братська могила радянських воїнів                                                                       | с. Максимівка, центр                            | 1943                  | 1972                                | ск. К. Посполітак                    | залізобетон, цегла оштук.              | вис. ск. — 4,0 м, пост. — 1,5 м | Рішення Карлівського райвиконкому № 4 від 15.03.1972 р. |
| 26. | Братська могила радянських воїнів                                                                       | с. Володимирівка, центр                         | 1943                  | 1957                                | ск. О. Щербина                       | залізобетон, цегла оштук.              | вис. ск. — 2,5 м, пост. — 4,0 м | Рішення Карлівського райвиконкому № 6 від 29.04.1955 р. |
| 27. | Могила К. Я. Браницького — активного учасника встановлення радянської влади на Поліссі                  | с. Попівка, кладовище                           | 1870—1938             | 1966                                | Місцеві майстри                      | обеліск — метал                        | вис. 4,0 м                      | Рішення Карлівського райвиконкому від 20.06.1965 р.     |
| 28. | Братська могила радянських воїнів                                                                       | с. Попівка, біля контори                        | 1943                  | 1957                                | Харківський скульптурна комбінат     | залізобетон, цегла оштук.              | вис. ск. — 2,5 м, пост. — 4,8 м | Рішення Карлівського райвиконкому № 6 від 29.04.1955 р. |
| 29. | Могила радянського воїна                                                                                | с. Попівка, кладовище                           | 1943                  | 1957                                | Місцеві майстри                      | обеліск — цегла оштук.                 | вис. 1,8 м                      | –                                                       |
| 30. | Братська могила партизан і радянських воїнів                                                            | с. Попівка, біля бібліотеки                     | 1942—1943             | 1957                                | ск. О. Щербина                       | залізобетон, цегла оштук.              | вис. ск. — 2,5 м, пост. — 4,5 м | –                                                       |
| 31. | Пам'ятний знак полеглим воїнам-землякам                                                                 | с. Попівка, центр                               | 1941—1945             | 1978                                | ск. В. Свищов                        | обеліск — мармур                       | вис. 6,0 м                      | –                                                       |
| 32. | Братська могила радянських воїнів, пам'ятний знак полеглим воїнам-землякам                              | с. Федорівка, центр                             | 1941, 1943, 1941—1945 | 1974                                | ск. П. Витрик                        | залізобетон                            | вис. ск. — 5,0 м, пост. — 1,5 м | –                                                       |
| 33. | Братська могила радянських воїнів                                                                       | с-ще Халтурино, центр                           | 1943                  | 1956                                | ск. О. Щербина                       | залізобетон, цегла оштук.              | вис. ск. — 2,5 м, пост. — 4,5 м | Рішення Карлівського райвиконкому № 6 від 29.04.1955 р. |
| 34. | Братська могила радянських воїнів, пам'ятний знак полеглим воїнам-землякам                              | с. Мар'янівка, центр, меморіальний комплекс     | 1943, 1941—1945       | 1957                                | ск. О. Савельєв                      | залізобетон, цегла оштук.              | вис. ск. — 2,5 м, пост. — 3,5 м | Рішення Карлівського райвиконкому № 6 від 29.04.1955 р. |